# Kalojana Nalbantowa
Kalojana Nalbantowa (bulgarisch Калояна Налбантова, englisch Kaloyana Nalbantova; * 6. März 2006 in Parwomaj) ist eine bulgarische Badmintonspielerin.

## Karriere
Kalojana Nalbantowa siegte 2022 bei den Hungarian International, 2023 bei den Bulgarian International. 2024 startete sie bei den Olympischen Spielen in Paris. Im Dameneinzel schied sie dabei schon in der Vorrunde aus.

## Erfolge

### Junioreneuropameisterschaften
Dameneinzel
| Jahr | Ort                                         | Gegner      | Ergebnis            | Resultat |
| ---- | ------------------------------------------- | ----------- | ------------------- | -------- |
| 2022 | Athletic Hall Belgrade, Belgrad, Serbia     | Lisa Curtin | 14–21, 21–17, 21–16 | Gold     |
| 2024 | Poliesportiu Sa Blanca Dona, Ibiza, Spanien | Ravza Bodur | 21–16, 21–9         | Gold     |

### BWF International Challenge/Series
Dameneinzel
| Jahr | Wettbewerb                       | Gegner          | Ergebnis            | Resultat |
| ---- | -------------------------------- | --------------- | ------------------- | -------- |
| 2022 | Hungarian International          | Frederikke Lund | 16–21, 21–13, 21–19 | Sieger   |
| 2023 | Dutch International              | Huang Yu-hsun   | 10–21, 11–21        | Finalist |
| 2023 | Nouvelle-Aquitaine Future Series | Tung Ciou-tong  | 17–21, 21–17, 11–21 | Finalist |
| 2023 | Bulgarian International          | Milena Schnider | 21–12, 15–21, 21–15 | Sieger   |